# Phytomyza oscinina
Phytomyza oscinina är en tvåvingeart som beskrevs av Fallen 1823. Phytomyza oscinina ingår i släktet Phytomyza och familjen minerarflugor.
Artens utbredningsområde är Sverige. Inga underarter finns listade i Catalogue of Life.